# Celina & Reutilio
Celina y Reutilio fue un dúo de música cubana conformado por Celina González y Reutilio Domínguez. Sobresalieron en la música campesina de Cuba, especialmente en la guajira, la guaracha y el punto cubano y se caracterizaron por incluir en las letras de sus canciones oraciones, nombres y palabras relacionadas con la santería. Celina nació el 16 de marzo de 1929 y falleció el 4 de febrero de 2015. Reutilio nació en 1921 y falleció en 1971.

## Biografía
La cantante principal del dúo, Celina González Zamora nació en Nueva Luisa, Jovellanos_(Cuba), Matanzas el 16 de marzo de 1928. El guitarrista, cantante (segunda voz del dúo) y compositor Reutilio Domínguez Terrero nació en Guantánamo, en 1921.
De padres campesinos, cuando Celina era niña, sus padres y hermanos cantaban en los saraos familiares de fin de semana. Ángela, tocando el tres y cantando, y Jesús, el laúd. 
Celina aprende la base melódica y rítmica del cante guajiro, y de su madre la devoción, por las religiones criollas de Cuba, y de los orishas: Ochún, Babalú Ayé, Changó y Yemayá.

## Primeros pasos
Durante su infancia, su familia mudó a Santiago de Cuba. Gracias a la radio y a su predilección por el sonido punto cubano comenzó a improvisar décimas y cuartetas, hacia 1943, conoce al que va a ser el amor de su vida, Reutilio.

## El punto cubano
El dúo se hace conocido en Santiago de Cuba. Finalmente, en 1947 hacen su debut en una emisora de radio, la CMKR. Otro popular músico santiaguero, ya establecido en el ambiente nacional, Antonio Fernández, más conocido como Ñico Saquito; autor de sones como "María Cristina", "Adiós Compay Gato", "Jaleo", "No dejes el camino por vereda" y del prototipo de la canción protesta "Al vaivén de mi Carreta", los lleva a La Habana en 1948 para que aparezcan en una estación regional, Radio Cadena Suaritos. Esta radioemisora había puesto de moda la música más puramente africana del país, presentando los fines de semana toques y cantos de la religión santera con vocalistas como Celia Cruz, Merceditas Valdés  y Gina Martín. 
Para su debut habanero, Celina & Reutilio componen un número que se convierte en insignia del dúo: "A Santa Bárbara", conocido también como "Que viva Changó". El éxito de esta guaracha fue inmediata y rotunda. 
Con esta composición Celina & Reutilio rompen con una vieja separación que existía entre la música guajira y la música afro, establecen una nueva fusión donde la métrica, o sea, la décima hispánica y el estilo del punto guajiro, se mantienen, pero la letra se refiere a temas del patrimonio cultural del continente negro. La acogida del público se debe no solo a lo novedoso de la tonada sino quizá a varias otras razones. El dúo combinaba la "restallante" voz de Celina, como se la ha llamado, con el sonido producido por Reutilio, que parecía provenir no de una sino de dos o más guitarras. Vale la pena ahondar un poco sobre esto último. En los tradicionales dúos y tríos de punto cubano y son montuno generalmente se utilizaban dos guitarras, o una guitarra y otro instrumento de cuerdas. Un músico tocaba la llamada "guitarra prima", o sea, los tonos agudos, como es el caso de Miguel Matamoros en su trío, mientras que un segundo guitarrista ‘bordoneaba’, es decir, marcaba los tonos bajos, como hacía Rafael Cueto con sus famosos "tumbaos" en el Trío Matamoros. Reutilio Domínguez reunía una desarrollada técnica, así como dedos, muñeca y antebrazo supremamente flexibles que le permitían tocar la prima y bordonear al mismo tiempo, de manera que el dúo de Celina & Reutilio sonaba como un trío.

## Radio y televisión
En sus primeras presentaciones en Radio Cadena Suaritos, contaron además con el apoyo de un famoso bongosero, Marcelo González, apodado El Blanco. Natural del barrio de Los Sitios en La Habana, Marcelo ‘El Blanco’ había adquirido una justa reputación como eximio percusionista, primero con el conjunto sonero de Macucho del susodicho barrio, y más tarde, como el bongosero de planta de la Orquesta de Julio Cueva. Cuando Marcelo sonaba el bongó detrás de la guitarra de Reutilio y la voz de Celina, los radiooyentes pensaban que se trataba de un conjunto completo con cinco o seis miembros. 
El éxito de, Celina & Reutilio en Radio Cadena Suaritos pronto les facilita un contrato con una radiodifusora de alcance nacional, la RHC, Cadena Azul, a la que se trasladan de inmediato, comenzando además a grabar los números favoritos del público. La primera grabación de Celina & Reutilio fue A Santa Bárbara, en la que contaron con el piano del compositor y arreglista Obdulio Morales y el bongó de otro distinguido percusionista habanero conocido como Papá Gofio. 
En poco tiempo, Celina & Reutilio se convirtieron en favoritos nacionales. La fórmula de combinar las décimas y cuartetas típicas del cantar guajiro con temas de las deidades de los panteones yorubas y congos del pasado africano tuvo gran respuesta del público, y el dúo comenzó a producir toda una serie de números similares como "A la reina del mar", "El hijo de Elegua", "A la caridad del Cobre" y otros. Además grabaron una cantidad de música guajira y son montuno de otros autores, como "Lágrimas negras", "Me tenían amarrao con P" —compuesto por Ñico Saquito—, "El cuarto de Tula" y muchos más. 
El próximo capítulo es el de los viajes al extranjero. Celina & Reutilio visitan Nueva York, donde se presentan en el Teatro Puerto Rico, en los años cincuenta, acompañados de Benny Moré; luego viajan a República Dominicana, donde su música era conocida desde que transmitían por CMKR en Santiago de Cuba, en 1947; y regresan a Nueva York en compañía del cantante de danzones Barbarito Diez. 
En Cuba su prestigio aumenta y Celina & Reutilio aparecen en dos largo-metrajes, "Rincón Criollo" y "Bella la Salvaje". Cantan en programas radiales dedicados a la música guajira en diversas estaciones de radio; aparecen en televisión; se destacan en actuaciones en los grandes cabarets de la capital, incluyendo el legendario, Tropicana; graban en 1956, respaldados por una de las más cotizadas orquestas del momento, la Orquesta Sensación; se codean con todos los demás cantantes de punto guajiro de la isla como Ramón Veloz, Coralia Fernández, el Indio Naborí, Raúl y Radeunda Lima, y son solicitados por anunciantes para grabar una gran variedad de jingles para la radio. 
Las tonadas de Celina & Reutilio comienzan a circular por países de la cuenca del Caribe; en particular, Colombia, Venezuela y República Dominicana. Uno de sus números, grabado en una época en que la música guajira daba señas de flaqueza en su popularidad, Yo soy el punto cubano, se convierte junto con, A Santa Bárbara en otro legendario éxito de Celina & Reutilio, que recorre varios países de América Latina. 
La colaboración de Celina & Reutilio duró hasta su separación en 1964. Reutilio falleció en 1971. Entre 1964 y 1980 Celina González prosiguió su carrera como solista. A partir de 1980 comienza una nueva etapa en la carrera de Celina. Su hijo Lázaro Reutilio terminaba sus clases formales de música y madre e hijo deciden lanzar una nueva versión de Celina & Reutilio. Apoyándose en el elenco musical del programa de música campesina "Palmas y Cañas", el nuevo Celina & Reutilio ya no es un dúo sino un conjunto moderno de música guajira y son montuno, con Celina y su hijo Lázaro Reutilio como las voces estelares.

## Últimos años
En 1984, el dúo Celina & Reutilio viaja a Bogotá y a la Feria de Cali, y desde entonces, año tras año han actuado en las principales ciudades de Colombia: Cali, Palmira, Bogotá, Popayán, Pereira, Manizales, Cartagena, Barranquilla y Montería. Asimismo, han cantado en televisión y radio en numerosas ocasiones, presentando su repertorio, así como el de Matamoros, Saquito, Carlos Puebla, José Pinares —autor del "Viejito Cañandonga"—, el Guayabero y Los Compadres. 
Celina & Reutilio triunfaron también en Europa, donde cosecharon éxitos en el Reino Unido, donde fue conocida como "Queen of Cuban Country Music"; en Suecia, Francia y Grecia. Celina incursionó en las canciones de la Nueva Trova, particularmente en la obra de Silvio Rodríguez, Girón; además, ha trabajado con los grupos Manguaré y Adalberto Álvarez y su son, con quienes grabó dos discos de larga duración. 
Celina influyó a un número creciente de cantoras campesinas dentro y fuera de Cuba. Su impacto en la música cubana es ampliamente reconocido. Como ha escrito Alejandro Ulloa, Celina fue a la música guajira, lo que Celia Cruz fue para la guaracha y el son.
Celina a la edad de 85 años murió el 4 de febrero de 2015 a causa de una prolongada dolencia cerebrovascular.

## Discografía
| Serie  | Título                                  | Discográfica         |
| LS-103 | A Santa Bárbara: Con su Conjunto Típico | Discos Meca Suaritos |
| LS-108 | Éxitos de Celina y Reutilio             | Discos Meca Suaritos |
| LS-110 | Fiesta Santera                          | Discos Meca Suaritos |
| LS-115 | Quiero Bailar con Celina                | Discos Meca Suaritos |
| LS-123 | Fiesta Santera Vol. 2                   | Discos Meca Suaritos |